# Ґрабиці (Лодзинське воєводство)
Ґрабиці (пол. Grabice) — село в Польщі, у гміні Цельондз Равського повіту Лодзинського воєводства.
Населення — 228 осіб (2011).
У 1975-1998 роках село належало до Скерневицького воєводства.

## Демографія
Демографічна структура станом на 31 березня 2011 року:
|          | Загалом | Допрацездатний вік | Працездатний вік | Постпрацездатний вік |
| -------- | ------- | ------------------ | ---------------- | -------------------- |
| Чоловіки | 119     | 26                 | 74               | 19                   |
| Жінки    | 109     | 24                 | 56               | 29                   |
| Разом    | 228     | 50                 | 130              | 48                   |